# Athlitiki Podosfairiki Enosi Pitsilias
L'Athlitiki Podosfairiki Enosi Pitsilias (in greco Αθλητική Ποδοσφαιρική Ένωση Πιτσιλιάς) è una società calcistica di Kyperounta, nel Distretto di Limassol a Cipro. Milita nella seconda divisione cipriota.

## Storia
La società è stata fondata nel 1979; nel 1987 vinse il campionato di seconda divisione, centrando così l'accesso alla massima serie per la prima volta nella sua storia, dalla quale però retrocesse subito. Ripeté questo trend anche nelle successive tre apparizioni, nel 1990, 1993 e 1996. Dopo 8 anni spesi nelle divisioni inferiori, l'APEP risalì nella massima serie, disputando il campionato 2005-2006, dove però giunse penultimo, retrocedendo nella categoria inferiore. Ritornò in Divisione A piazzandosi al secondo posto nel campionato cadetto 2007-2008. Per la prima volta, al termine della stagione 2008-2009, l'APEP riuscì a centrare la salvezza, garantendosi l'accesso al secondo campionato consecutivo di massima divisione.

## Palmarès

### Competizioni nazionali
- G' Katīgoria: 1

1985-1986

### Altri piazzamenti
- B' Katīgoria:

Secondo posto: 1989-1990, 1992-1993, 2004-2005, 2007-2008